# Onex
Onex (toponimo francese) è un comune svizzero di 18 977 abitanti del Canton Ginevra; ha lo status di città.

## Storia
Il comune di Onex è stato istituito nel 1851 con la soppressione del comune di Onex-Confignon e la sua divisione nei nuovi comuni di Confignon e Onex.

## Monumenti e luoghi d'interesse

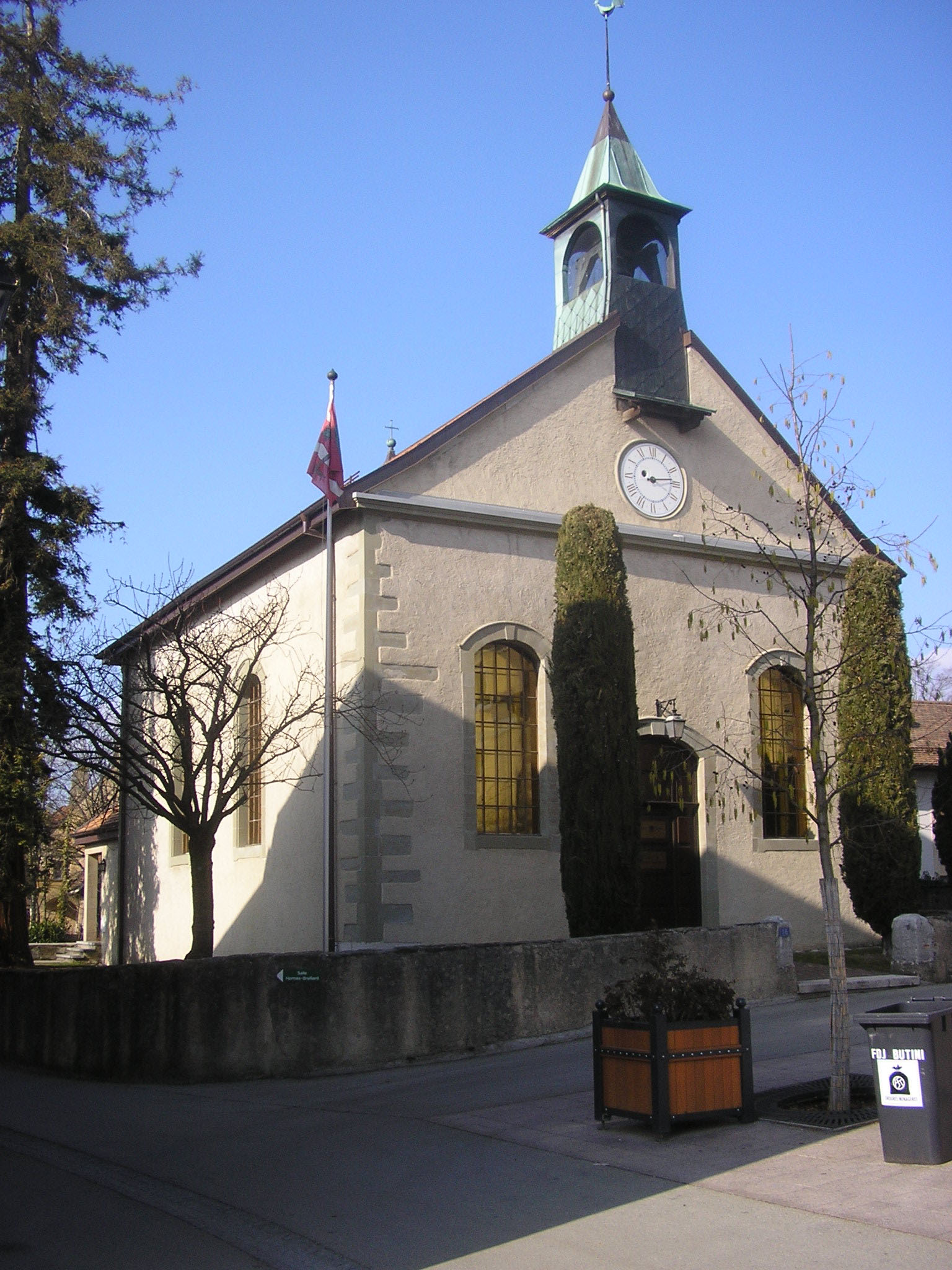
L'ex chiesa di San Martino

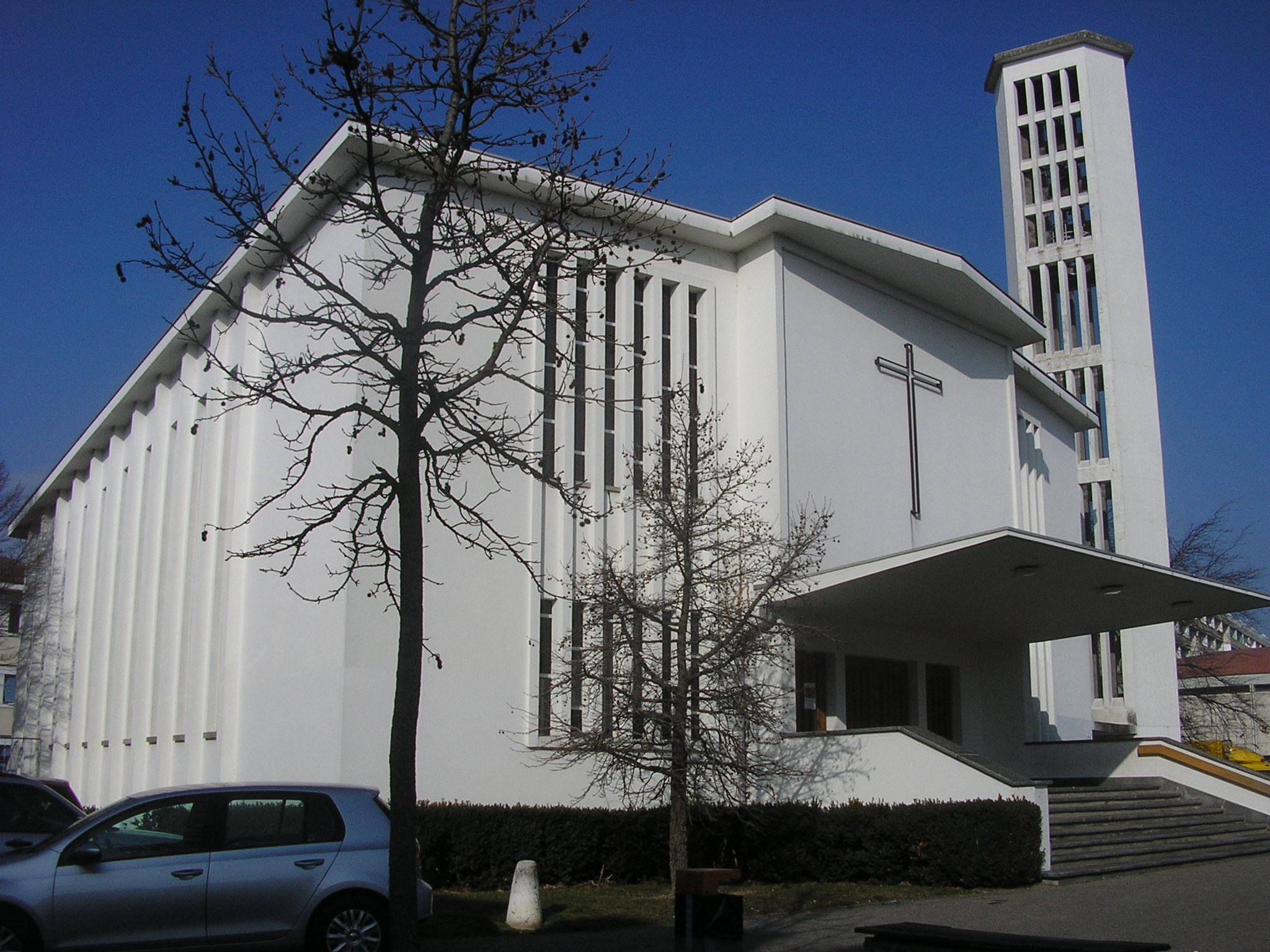
La chiesa riformata

- Ex chiesa di San Martino, attestata dal 1412 e ricostruita nel 1724[1];
- Chiesa cattolica di San Martino[1];
- Chiesa riformata[1].

## Società

### Evoluzione demografica
L'evoluzione demografica è riportata nella seguente tabella:
Abitanti censiti

## Amministrazione
Ogni famiglia originaria del luogo fa parte del comune patriziale che ha la responsabilità della manutenzione di ogni bene comune.